# DAF A10
Der DAF A10 war ein ab 1950 gebauter Kleintransporter von DAF mit 2400 mm Radstand, der als zweite Baureihe nach dem LKW DAF A-Serie auf den Markt kam. Der A10 war als Kastenwagen mit sieben Kubikmetern Laderaum und Kleinbus erhältlich, aber auch als Chassis mit Motor und mit oder ohne Führerhaus.
Den Antrieb übernahm ein Vierzylinder-Benzinmotor des Typs Hercules 2.18ll IXB-3 von Hercules Engine Components mit stehenden Ventilen mit einer Leistung von 34 kW (46 PS) bei 3200/min mit einem Dreigangschaltgetriebe. Die Nutzlast betrug eine Tonne.
Ab 1953 gab es auch eine Pick-upversion, von der insgesamt 370 Stück produziert wurden. 
1955 änderte sich die Typenbezeichnung zu DAF 300 beim Kleintransporter und DAF 400 beim Pick-up mit nun jeweils 1,5 Tonnen Kapazität. Für die niederländische Armee wurde der Pick-up als D 400 B Krankenwagen produziert.

## A107-A117

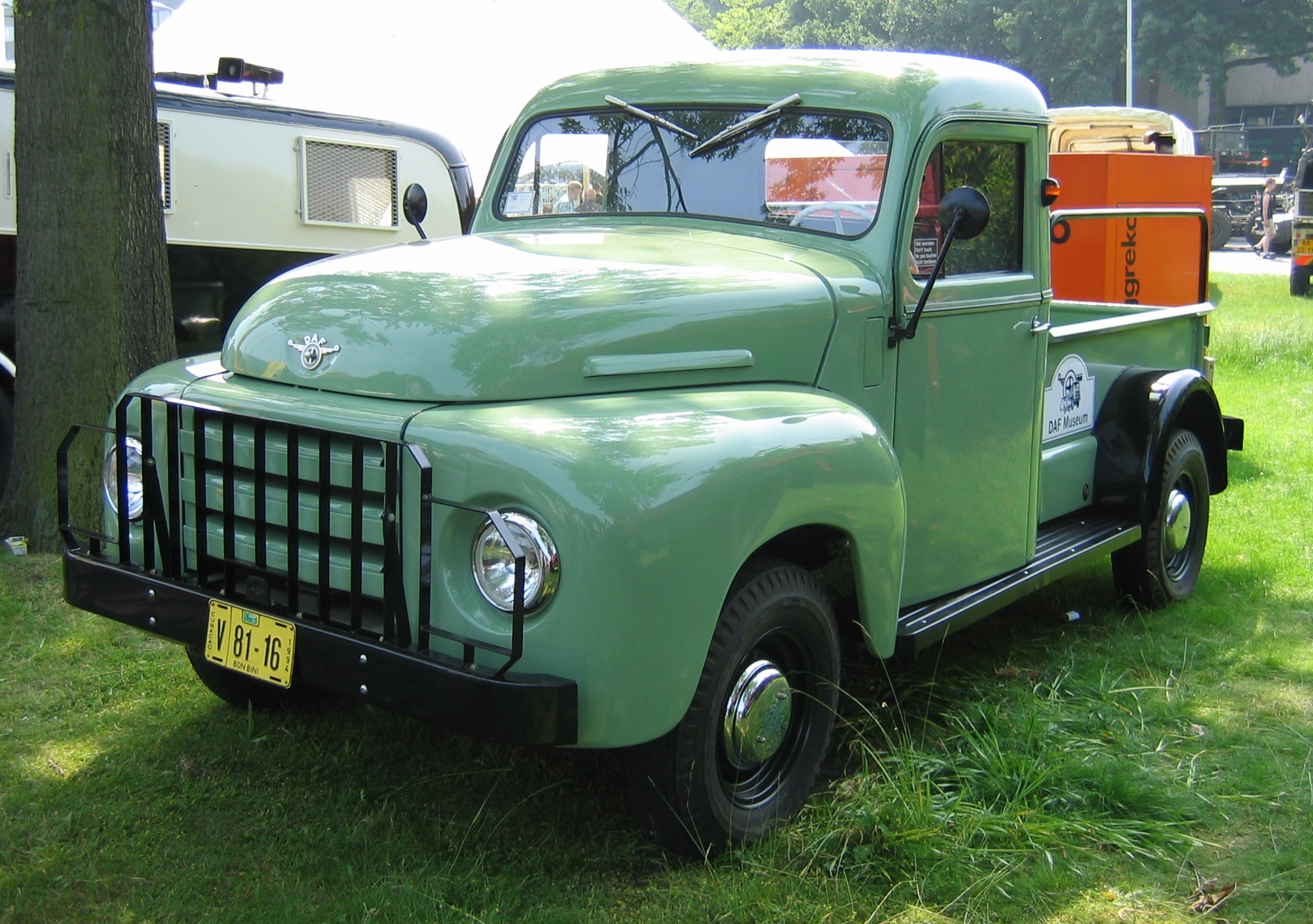
DAF A107

Durch eine neuerliche Typenbezeichnungsänderung wurde die Baureihe zum A107-A117. Dieses Modell erhielt einen Hercules Seitenventil Sechszylinder Benzinmotor des Typs Hercules 4.02l mit 67 kW (91 PS) und Viergang-Schaltgetriebe.
Erst mit dem DAF 200-400 1989 gab es erst wieder eine ähnliche Baureihe von DAF.